# Lymania marantoides
Lymania marantoides är en gräsväxtart som först beskrevs av Lyman Bradford Smith, och fick sitt nu gällande namn av Robert William Read. Lymania marantoides ingår i släktet Lymania och familjen Bromeliaceae. Inga underarter finns listade i Catalogue of Life.